# Musée des Occupations
Le musée des Occupations (estonien : Okupatsioonide muuseum) est un musée de Tallinn en Estonie.

## Histoire
Le musée des Occupations Kistler Ritso est un musée privé fondé en 1998, dont la mission est de recueillir des traces et les stocker, d'enquêter et d'introduire à l'histoire récente de l'Estonie.
Le musée a pour but de susciter l'intérêt de la jeune génération, à la sensibiliser aux processus sociaux, afin d'éviter que l'histoire ne se répète.

## Collection
L'exposition permanente du musée et les films donnent un aperçu de la période d'occupation, la répression, la résistance nationale durant les années 1940-1991, lorsque l'Estonie a été tour à tour occupée par l'Union soviétique, l'Allemagne nazie et à nouveau l'Union soviétique.

## Galerie

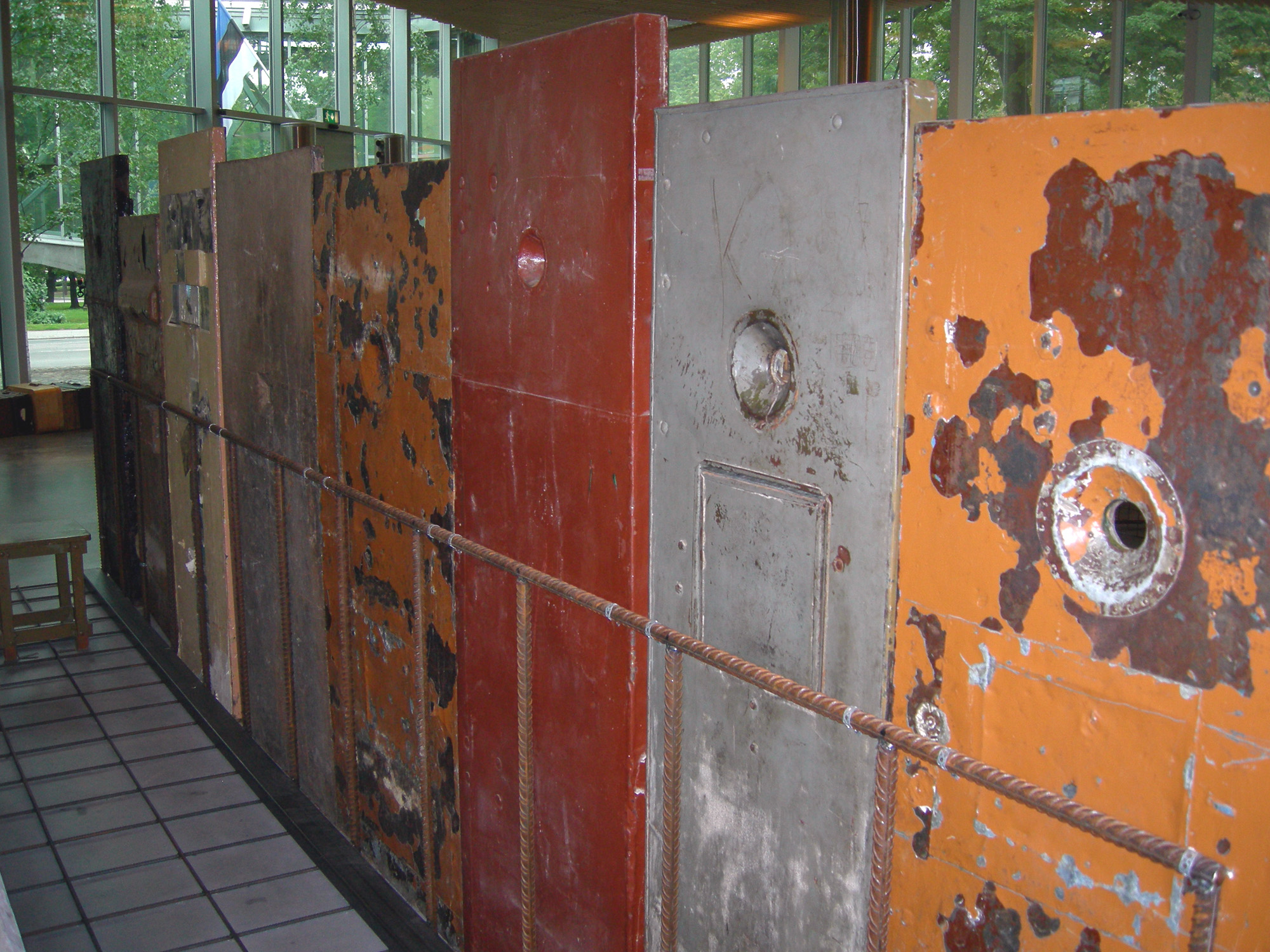
Portes de prisons soviétiques
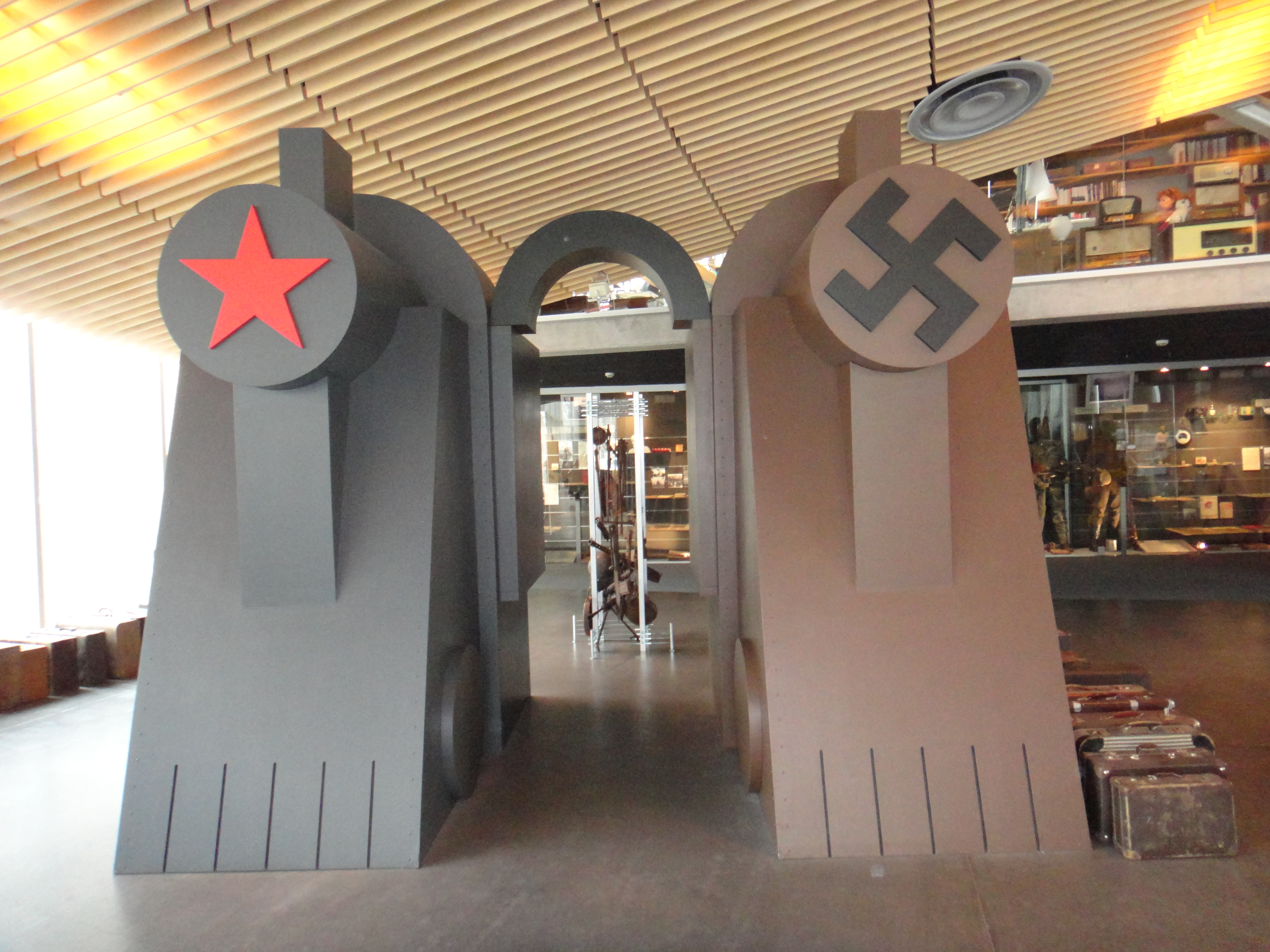
Les occupations nazies et soviétiques
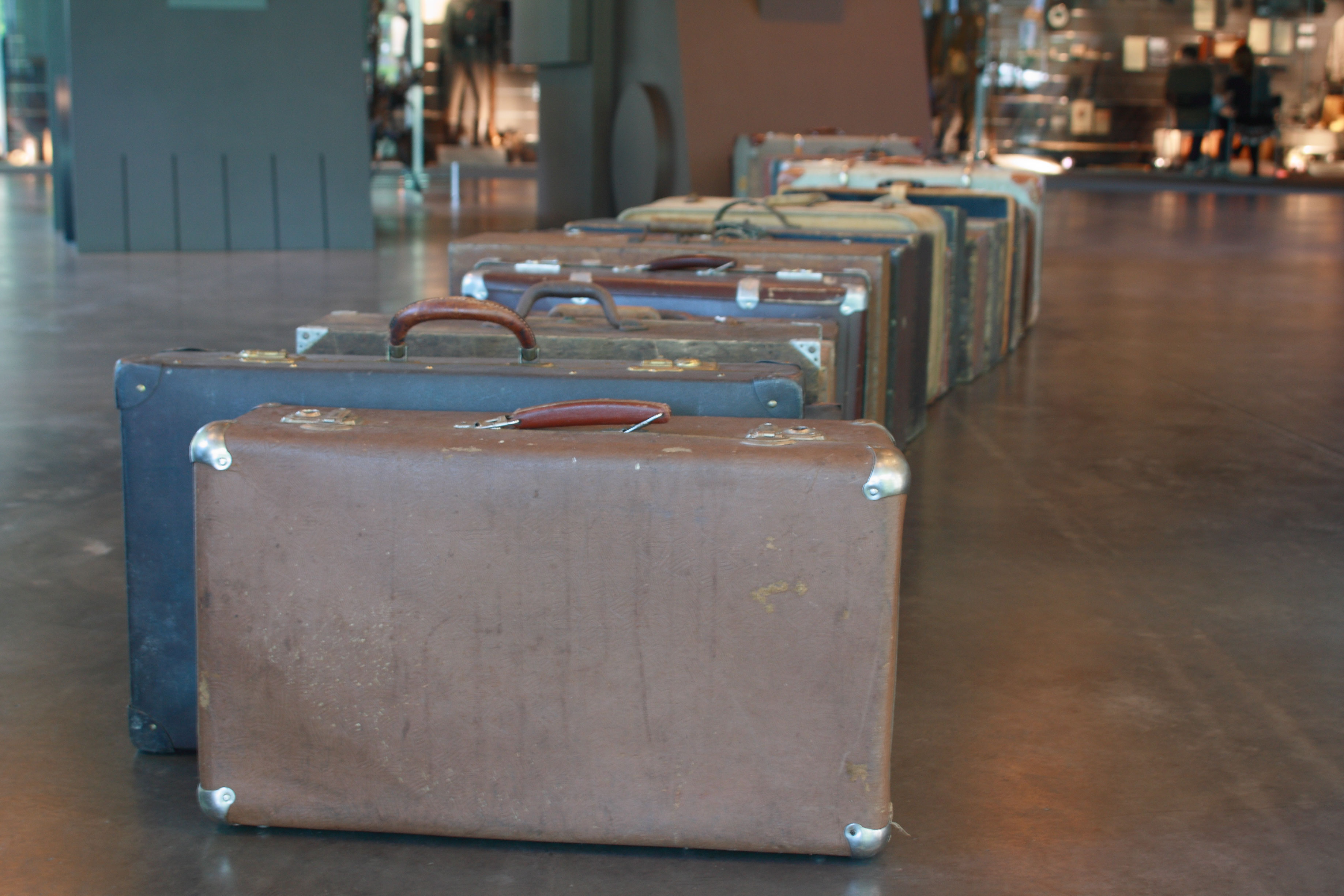
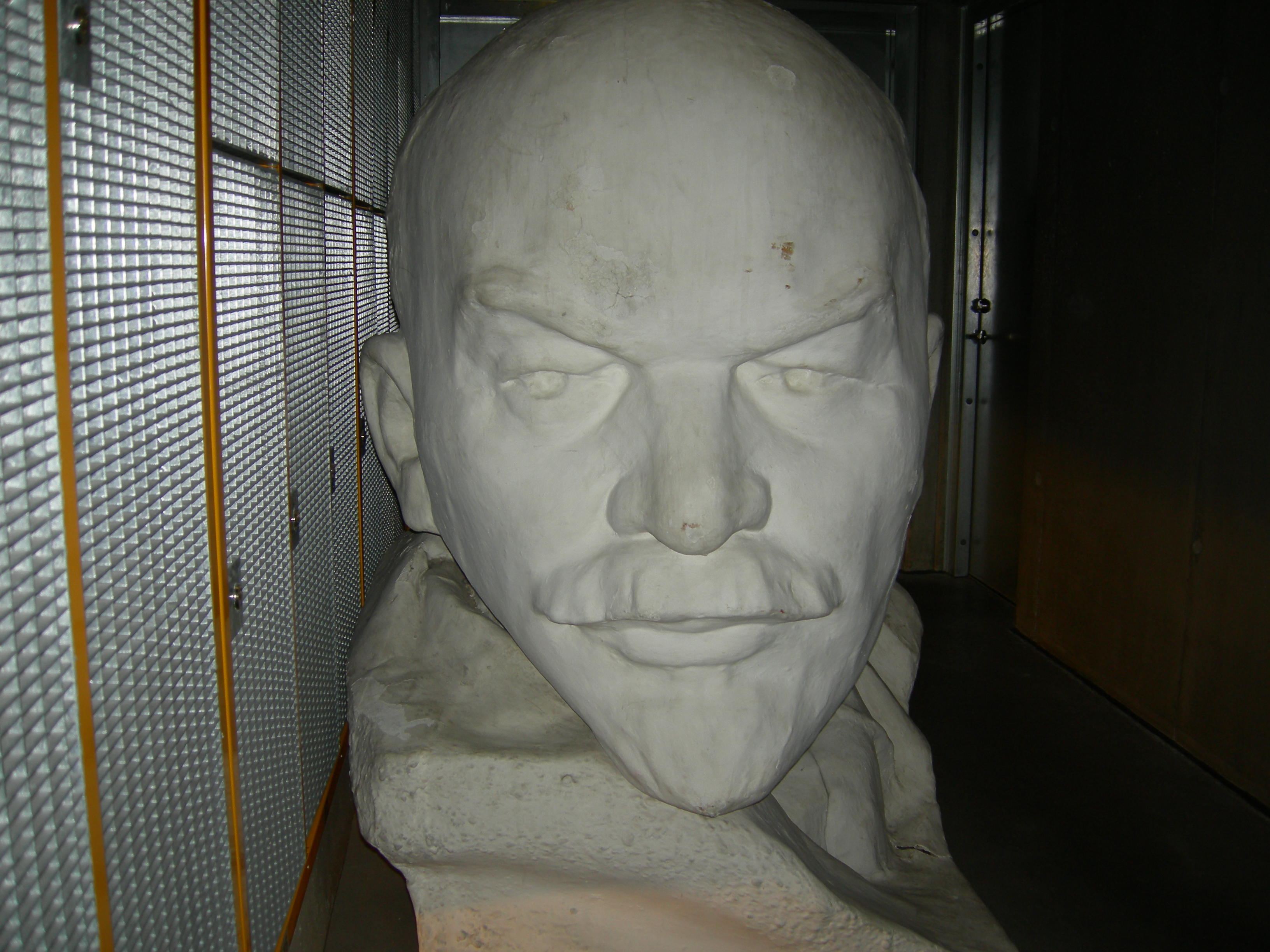
Statue de Vladimir Ilitch Lénine
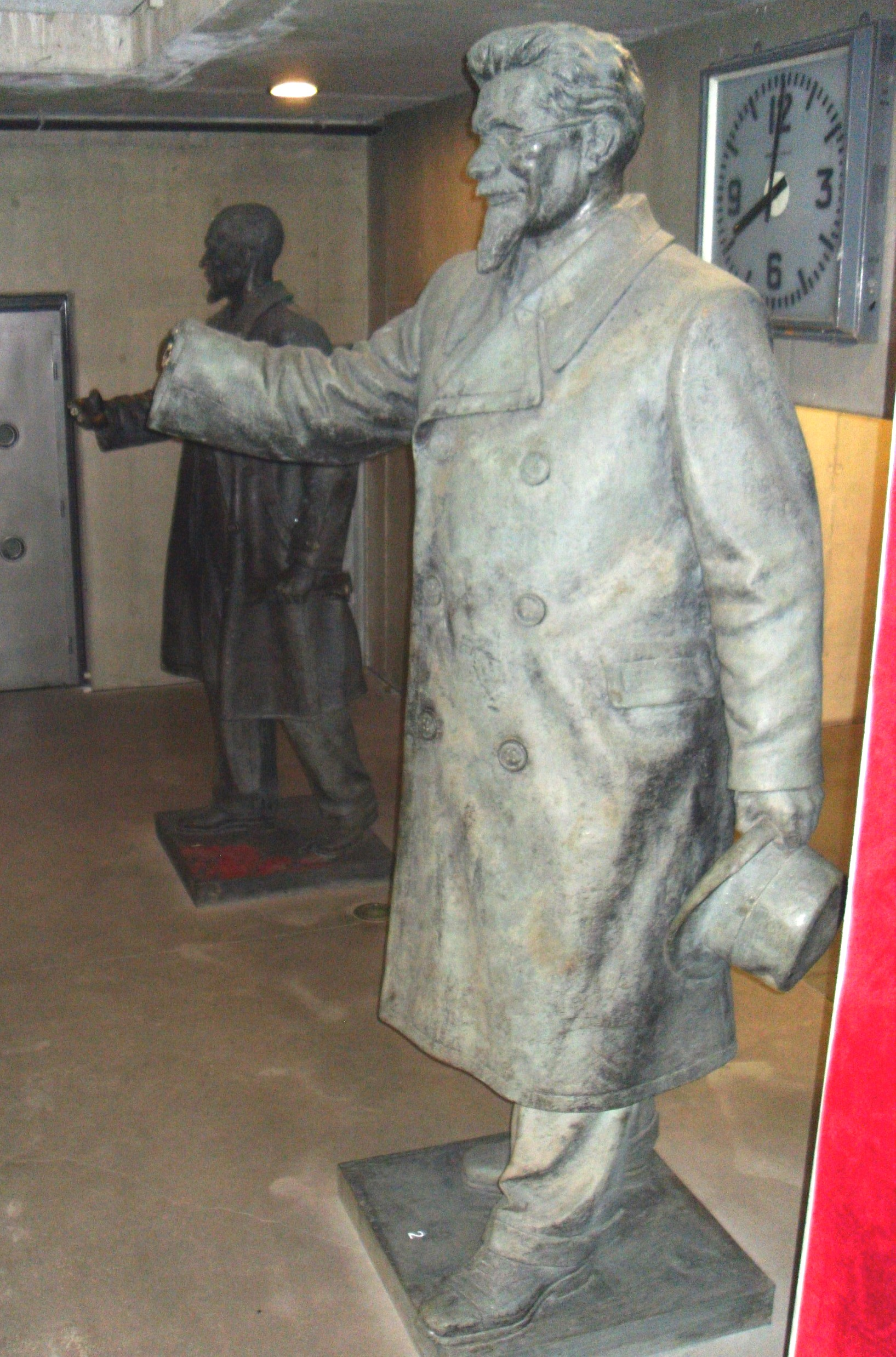
Statue de Mikhaïl Kalinine